# Lucien Bidaud
Lucien Bidaud (* 17. Februar 1930; † Oktober 1987) war ein französischer Priester in Burkina Faso.
Bidaud arbeitete in seinen ersten Priesterjahren schon in den Elendsvierteln der französischen Hauptstadt Paris, in denen abertausende nordafrikanische Gastarbeiter wohnen. Dies war für ihn der Anstoß, seine Aufgabe in der Welt des Islam zu sehen. In Burkina Faso, dem ehemaligen Obervolta, hatte er eine Gemeinde der Größe Belgiens zu betreuen, mit bloß einigen hundert Christen. Seine Aufenthaltsorte wechselten ständig: Mal in Gorom-Gorom, mal in Dori, mal in der Hauptstadt Ouagadougou. Er starb im Oktober 1987 einen ungeklärten Tod. Mit zwei Männern aus Lothringen und einem belgischen Priester kam er aus Europa mit zwei Autos, um Medikamente, Saatgut und landwirtschaftliches Material zu bringen. Kurz vor der Grenze nach Burkina Faso wurden die Leichen der beiden Männer aus Lothringen im Niger gefunden; zwei Tage später und 40 km weiter weg die beiden Priester. Von den Autos gab es keine Spur.
Lucien Bidaud betreute in Dori eine christliche Gemeinde. Der überwiegende Teil der Bevölkerung zählt dort zu verschiedenen ethnischen Religionen (1980 waren es 75 %, heute sind es 55 %), darauf folgen die Muslime (1980 waren es 15 %, heute sind es 35 %). Der Anteil der katholischen Christen betrug 1980 ca. 8 %; heute sind es etwa 9 %. Die Entwicklung verlief zu Gunsten des Islam.